# YB Frauen
Der BSC YB Frauen (abgeleitet von «Berner Sport Club Young Boys») ist ein Frauenfussball-Verein aus der Schweiz. Der Verein wurde am 15. Juni 2005 als FFC Bern gegründet, als sich die Frauenfussball-Abteilung des FC Bern selbständig machte. Seit 2009 ist der Club integriert in den BSC Young Boys. Seither spielt er unter dem Namen YB Frauen.

## Geschichte

Altes Logo (bis 2009)

1970 nahm der FC Bern eine Frauenfussball-Mannschaft auf. Zur damaligen Zeit mussten Frauenfussball-Mannschaften einem Herrenverein unterstellt werden. Es durften keine eigenen Vereine gegründet werden. Es war für viele Mannschaften schwierig, einen aufnahmewilligen Verein zu finden und selbst wenn man Unterschlupf fand, war man noch lange nicht willkommen. Die Frauen des FC Bern bekamen allerdings von Anfang an die volle Unterstützung des Vorstands. Die Frauenfussball-Abteilung wurde als finanziell unabhängiger Teil im Verein geführt.
Der erste Erfolg liess nicht lange auf sich warten. 1978 wurden die Frauen des FC Bern erstmals Meister und Cupsieger. In den achtziger Jahren dominierten sie zusammen mit dem SV Seebach Zürich den Schweizer Frauenfussball. 1984 errangen sie zum zweiten Mal das Double. Zwischen 1994 und 2001 gewannen sie neun Mal in Folge den Cup. Somit konnten 1995, 1996, 1997, 2000 und 2001 fünf weitere Doubles bejubelt werden.
Am 15. Juni 2005 löste sich die Frauenfussball-Abteilung aus dem Gesamtverein auf und gründete mit dem FFC Bern einen eigenen Verein.
Auf Anfang 2009 beschlossen der BSC Young Boys und der FFC Bern eine stärkere Zusammenarbeit. Der FFC Bern schloss sich dem BSC Young Boys an und spielt seither unter dem Namen YB Frauen. In der Saison 2010/11 wurde erstmals seit 10 Jahren wieder der Schweizer Meistertitel errungen.
2025 gewannen die YB Frauen zum ersten Mal nach vierzehn Jahren wieder den Meistertitel.

## Erfolge
- 12 × Schweizer Meister: 1978, 1979, 1984, 1986, 1992, 1995, 1996, 1997, 2000, 2001, 2011, 2025
- 15 × Schweizer Pokalsieger: 1978, 1980, 1982, 1983, 1984, 1985, 1991, 1994, 1995, 1996, 1997, 1998, 1999, 2000, 2001
- 7 × Double: 1978, 1984, 1995, 1996, 1997, 2000, 2001

## Teams
- 1. Mannschaft: Nationalliga A
- Nachwuchs: U19, U17, U16, U14[2]
- Kinderfussball (Selection Team)

## Aktuelles Kader
Stand August 2025

### A-Team
| 01 Jara Ackermann    |
| 27 Tamara Biedermann |
| 0 Amanda Brunholt    |
| 39 Iina Rautiainen   |

| 0 Bianca Dysli        |
| 26 Laura Frey         |
| 0 Maria Jimenez       |
| 18 Wibke Meister      |
| 0 Smilla Reinauer     |
| 31 Giulia Schlup      |
| 0 Caterina Tramezzani |
| 0 Manon Varenne       |

| 0 Georgia Chalatsogianni        |
| 13 Léane Fontaine               |
| 12 Athena Kuehn                 |
| 08 Noa Linn Münger              |
| 0 Aida Ragusa                   |
| 19 Audrey Remy                  |
| 0 Carla Schwarz                 |
| 28 Tiffany Vonnez               |
| 11 Stephanie Waeber (Kapitänin) |

| 0 Géraldine Ess     |
| 13 Malaurie Granges |
| 15 Maja Jelčić      |
| 24 Lisa Josten      |
| 29 Jana Kohler      |

### Staff
- Imke Wübbenhorst (Trainerin)
- Tim Wagner (Goalietrainer)
- Fabian Bill (Assistenztrainer)
- Alice Schütz (Athletiktrainerin)
- Rey Morgan (Athletiktrainer)
- Rolf Kirchhofer (Sportlicher Leiter)
- Mara Büchner (Teamärztin)
- Martin Schober (Teamarzt)
- Alina Hert (Physiotherapeutin)
- Céline Saladin (Physiotherapeutin)
- Mirjana Nilovic (Materialwartin)

## Ehemalige Spielerinnen
- Florijana Ismaili (1995–2019) spielte von 2011 bis zu ihrem Tod 2019 bei YB, zuletzt als Captain.